# Jung Han-cheol
Jung Han-cheol (kor. 정한철; * 20. Juni 1996 in Gwangju) ist ein südkoreanischer Fußballspieler.

## Karriere
Jung Han-cheol erlernte das Fußballspielen in den Schulmannschaften der Wolgok Elementary School, Gwangju Buksung Middle School und der Sungui High School, in den Jugendmannschaften vom Hanam FC und Jingeon KJFC sowie in der Universitätsmannschaft der Sungkyunkwan-Universität. Seinen ersten Profivertrag unterschrieb er am 1. Januar 2018 beim japanischen Verein FC Machida Zelvia. Der Verein aus Machida, einer Stadt in der Präfektur Tokio, spielte in der dritten japanischen Liga, der J3 League. Die Saison 2019 wurde er an den Ligakonkurrenten YSCC Yokohama nach Yokohama ausgeliehen. Hier absolvierte er 18 Drittligaspiele. Nach Vertragsende in Machida wechselte er im Januar 2020 zum ebenfalls in der dritten Liga spielenden FC Imabari. Für den Verein aus Imabari stand der Innenverteidiger 45-mal in der dritten Liga auf dem Spielfeld. Ende Dezember 2021 ging er nach Thailand, wo er einen Vertrag beim Erstligisten Suphanburi FC unterschrieb. Am Ende der Saison 2021/22 belegte er mit dem Verein aus Suphanburi den 16. Tabellenplatz und musste somit in die zweite Liga absteigen. Für Suphanburi stand er 13-mal in der ersten Liga auf dem Spielfeld. Nach dem Abstieg verließ er den Verein und schloss sich im Juni 2022 dem Erstligisten Khon Kaen United FC an. Nach 32 Erstligaspielen für den Verein aus Khon Kaen wechselte er im Januar 2024 in seine Heimat zum Zweitligisten Gimpo FC. 